# Пекмезијада
Пекмезијада је гастрономска манифестација која је први пут одржана 2019. и одржава у месту Нови Козарци код Кикинде. Идеја манифестације је  је очување обичаја и традиције нашег народа,као и да се стари рецепти и различити начини прављења пекмеза пренесу на младе људе. Организатор манифестације је Удружење жена Нарцис из места Нови Козарци.